# That's Incredible!
That's Incredible!, conocido en castellano con los títulos de ¡Esto es increíble! (en España y Latinoamérica), ¡Es increíble! (en México), Lo increíble (en Perú y Venezuela) o Increíble pero real (en algunos países de Hispanoamérica) fue un programa de telerrealidad transmitido por la ABC (American Broadcasting Company) entre 1980 y 1984. Al igual que otros programas tales como Ripley, ¡aunque usted no lo crea!, allí aparecieron proezas de dobles del espectáculo, fenómenos paranormales y otras curiosidades. El programa también presentaba a menudo a personas con talentos inusuales, como el velocista John Moschitta Jr., que hizo su primera aparición en la televisión nacional en el programa, así como avances científicos, médicos y tecnológicos como el Taser y la remodelación criogénica de la córnea mediante queratomileusis con torno. El eslogan del programa, dicho por uno de sus presentadores al final de un segmento especialmente asombroso, era el mismo que su título: "¡Es increíble!"
A pesar de las acusaciones de ser "sádico", la serie fue un gran éxito e influyó en muchos artistas.

## Sinopsis
El programa era conducido por John Davidson, Fran Tarkenton y Cathy Lee Crosby, y fue producido por Alan Landsburg Productions. Aunque el programa original duraba una hora, los episodios fueron posteriormente reeditados a 30 minutos para retransmisiones posteriores. Se estrenó el 3 de marzo de 1980.
Algunas de las acrobacias eran peligrosas, como hacer malabarismos con cuchillos, permanecer dentro de una pequeña caja durante horas y una en la que un hombre supuestamente atrapaba una bala entre los dientes. La peligrosidad de estas acrobacias llevó a los productores a añadir a las imágenes la leyenda "No intente esto usted mismo". Steve Baker, también conocido como "Mr. Escape", aparecía con frecuencia en el programa.
En 1982, Tiger Woods apareció en el programa a la edad de 5 años, mostrando su habilidad para meter una pelota de golf en un hoyo desde distintas zonas.

## Ratings Nielsen
La serie se situó entre las 30 primeras durante sus cuatro primeras temporadas, y ocupó el puesto número 3 durante su primera temporada, pero cayó fuera del top 50 durante su última temporada.
1. 1979–80: #3  (25.8 rating)
2. 1980–81: #22 (20.5 rating)
3. 1981–82: #28 (18.4 rating)
4. 1982–83: #22 (18.3 rating)
5. 1983–84: #58 (14.6 rating)[4]

## Spin-off
Those Amazing Animals es una serie de telerrealidad sobre animales y sus extraordinarias vidas. Fue presentada por Burgess Meredith, Jim Stafford y Priscilla Presley. También aparecían el explorador Jacques-Yves Cousteau, los fotógrafos submarinos Ron y Valerie Taylor, y Joan Embery, del zoo de San Diego. La serie se emitió en ABC los domingos por la noche del 24 de agosto de 1980 al 23 de agosto de 1981.

## Renacimiento
That's Incredible! fue revivido entre 1988 y 1989, y fue conducido por Davidson, Cristina Ferrare, y Tracey Gold con el nombre de Incredible Sunday (Domingo increíble en Hispanoamérica).

## Sindicación
El programa se veía los fines de semana en Retro Television Network. También se emitió en Australia y Nueva Zelanda.

## Programas similares
Este programa contó además con un spin-off titulado Those Amazing Animals.
Una versión del programa fue hecha en México durante la década de 1980 por Televisa, la cual fue transmitida por el canal 2 dentro del programa "Noche a Noche", y conducido por los reporteros Félix Cortés Camarillo y Virginia Lemaitre.